# Соседи (телесериал, 1985)
«Соседи» (англ. Neighbours) — австралийская мыльная опера, которая стартовала на канале Seven Network 18 марта 1985 года. На 21 декабря 2021 сериал состоит из 37 сезонов, состоящих из 8000 серий. Сериал занимает 8 место в десятке самых длинных сериалов за всю историю телевидения. Сериал был создан Регом Уотсоном, который предложил идею сделать шоу, которое сосредоточено на реальных историях и изображало бы взрослых и подростков, которые открыто говорят и решают свои проблемы. После успеха предыдущего проекта Уотсона «Sons and Daughters», Seven Network решилось на трансляцию нового сериала. Однако рейтинги первого сезона в Сиднее оказались крайне низкими, и было принято решение о закрытии сериала. Канал приложил все усилия, чтобы сериал не смогла восстановить ни одна телесеть. После покупки прав на производство, канал Network Ten был вынужден заново создавать персонажей и прописывать реплики. Network Ten начали показ сериала 20 января 1986 года с 171 эпизода оригинального шоу. С тех пор сериал стал самым продолжительным в истории австралийского телевидения и вошёл в зал славы Logie Award. 11 января 2011 года «Соседи» переехали на новый цифровой канал Eleven (в настоящее время 10 Peach).
Сериал рассказывает о жизни и проблемах обычных людей, живущих в вымышленном пригороде Мельбурна — Эринсборо. Действие в основном происходит в домах жителей Рэмси-стрит и прилегающих улиц, а также в баре, кафе, отеле и офисе местной газеты, которые располагаются в Комплексе Лэсситер. Сериал начался с трёх семей — Рэмси, Робинсоны и Кларки. Уотсон хотел показать три семьи, которые живут рядом и с которыми постоянно происходят разные истории. Робинсоны и Рэмси старейшие жители Эринсборо, которые находятся в состоянии постоянного противостояния, вовлекая при этом всех остальных соседей в своё соперничество.
Сериал снимался в районе Южный Вермонт, на востоке Мельбурна. Жители района настолько влюбились в героев сериала, что с радостью позволяют снимать все натурные сцены на своих улицах и в своих дворах. Интерьерные съёмки проходят на студии Global Television (Australia) в соседнем районе Мельбурна Форест-Хилл.
Каждая серия «Соседей» имеет 22 минуты экранного времени. Трансляция осуществляется по всей стране по будням в 18:30. Дистрибуцией сериала занимается британская компания FremantleMedia. На данный момент сериал «Соседи» является одним из самых успешных экспортных продуктов Австралии. «Соседи» впервые были показаны в Великобритании в октябре 1986 года на BBC One, где он достиг огромной популярности среди британских зрителей в конце 1980-х и 1990-х годов. В 2008 году он переехал на Channel 5 в Великобритании. С 2018 года сериал стал первой австралийской драмой идущей в течение всего года, после заключения нового контракта с Channel 5.